# 교황 코논
교황 코논(라틴어: Conon PP., 이탈리아어: Papa Conone)는 제83대 교황(재위: 686년 10월 21일 - 687년 9월 22일)이다.
코논은 트라키아 군대 장교의 아들로 알려져 있으며, 시칠리아에서 공부하다가 로마에서 사제 서품을 받았다. 교황 요한 5세가 선종한 후에 차기 교황 자리를 놓고 로마의 성직자단과 군부가 각자 서로가 지지하는 후보자를 내세우며 대립하다가 타협책으로 당시 이미 고령의 나이에 점잖고 단순하며 쉽게 접근할 수 있는 인물이어서 많은 사람의 인정을 받았던 코논을 후임 교황으로 추대하기로 결정하였다. 그리하여 코논이 후임 교황으로 선출되었으며, 이를 라벤나 총독에게 통지한 후에 686년 10월 21일에 주교 성성(成聖)이 되었다.
코논은 아일랜드 선교 사제인 칠리아노와 그와 동행한 일행을 영접한 후에 칠리아노를 주교 수품하고, 그와 그의 일행에게 프랑코니아 지역에서 선교 활동을 할 것을 요청하였다(Vita S. Kiliani, in Canisius, Lect. Antiquæ, III, 175–180). 그는 동로마 황제 유스티니아누스 2세의 호감을 샀는데, 687년 2월 17일자로 황제는 그에게 제3차 콘스탄티노폴리스 공의회의 법령들을 제국 전역의 성직자들과 평신도들에게 공포하여 서명을 받아 어떤 허위 사실도 유포되지 않도록 하겠다는 답서를 보냈다. 황제는 또한 교황의 여러 가지 재산에 부과한 세금을 전면 감면하도록 하였다.